# Quarter Video Graphics Array

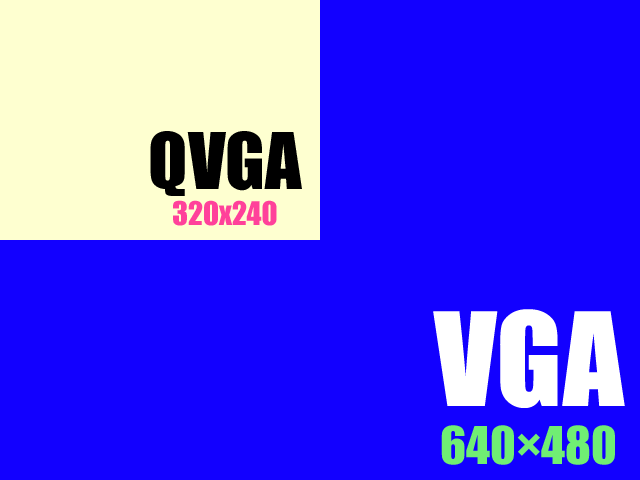
In questa immagine si può vedere la risoluzione QVGA paragonata con quella VGA. Cliccando sull'immagine la si può vedere nelle dimensioni reali.

La risoluzione QVGA (4:3) paragonata ad altre risoluzioni grafiche.

La Quarter Video Graphics Array (anche nota come Quarter VGA, QVGA o qVGA) è la definizione correntemente utilizzata per indicare la risoluzione di 320×240 pixel.
La VGA originale IBM aveva una risoluzione di 640×480 pixel quindi la risoluzione 320×240 pixel è esattamente la metà sia in orizzontale che in verticale della VGA, ossia ha un quarto (quarter in inglese) del numero di pixel della VGA. In ogni modo la Quarter Video Graphics Array non è né compatibile né direttamente derivata dalla VGA: il termine si riferisce unicamente alla risoluzione.
Il termine QVGA a volte viene utilizzato nel video digitale per indicare una risoluzione di filmato che occupa pochissimo spazio. Tipicamente i dispositivi multifunzione come i telefoni cellulari o alcune macchine fotografiche in grado di fare anche brevi riprese video utilizzano questo formato a 15 o 30 fotogrammi al secondo.
Prima della versione 7, anche iTunes utilizzava il formato video QVGA per gli iPod di quinta generazione che erano dotati di un display QVGA e operavano a 30 fotogrammi al secondo. La versione attuale di iTunes utilizza invece il formato VGA.
Alle alte risoluzioni, il prefisso "Q" è utilizzato per indicare quattro volte (quad da quadruple in inglese). Ad esempio QXGA è la risoluzione 2048×1536. 
Per distinguere quarter (un quarto) da quad quattro volte, spesso si utilizza la lettera q minuscola per quarter mentre la Q maiuscola è utilizzata per quad.

## Wide QVGA
La risoluzione Wide QVGA o WQVGA è una risoluzione video più larga di quella QVGA. La risoluzione WQVGA più comune è 480×272 pixel, spesso utilizzata in vari dispositivi portatili come la PlayStation Portable.

## Half QVGA
Si chiama Half-QVGA o HQVGA la risoluzione di 240×160 o 160×240 pixel utilizzata, ad esempio, sul Game Boy Advance.

## Quarter-QVGA
Quarter-QVGA, QQVGA o qqVGA denotano la risoluzione di 160×120 o 120×160 pixel, normalmente utilizzata nei dispositivi portatili più semplici.